# Бедров, Виктор Иванович
Виктор Иванович Бедров (1927 — 1995) — советский передовик производства в угольной промышленности. Почётный шахтёр СССР (1968). Герой Социалистического Труда (1966).

## Биография
Родился 28 октября 1927 года в Артемовском районе Донецкой области в крестьянской семье.
В конце 1930-х годов семья В. И. Бедрова переехала в станицу Александроневская  Краснодарского края.
В годы Великой Отечественной войны работал в колхозе помощником комбайнера, помогал доставлять раненных в госпиталь. В. И. Бедров «за трудовой вклад в период войны» был награждён медалью «За доблестный труд в Великой Отечественной войне».
С 1947 года возвратился в Донбасс и начал работать на шахте №11 имени Шверника, переворачивал выезжавшие вагонетки с углем. Позднее начал работать в забое на шахте «Уразовка». В. И. Бедров добивался высокой производительности труда, неоднократно ставил рекорды по добыче угля.
29 июля 1966 года Указом Президиума Верховного Совета СССР «за выдающиеся заслуги по выполнению заданий семилетнего плана по развитию угольной и сланцевой промышленности и достижение высоких технико-экономических показателей в работе»  Виктор Иванович Бедров был удостоен звания Героя Социалистического Труда с вручением Ордена Ленина и золотой медали «Серп и Молот».
30 марта 1971 года Указом Президиума Верховного Совета СССР «за выдающиеся трудовые успехи»  В. И. Бедров был награждён Орденом Октябрьской революции.
В последующем работал — горнорабочим и бригадиром. Неоднократно выезжал в составе делегаций по обмену опытом работы в Польшу и ГДР.
После выхода на пенсию жил в Донецке. Умер 26 июля 1995 года, похоронен на кладбище «Донецкое море».

## Награды
- Медаль «Серп и Молот» (29.06.1966)
- Орден Ленина (29.06.1966)
- Орден Октябрьской революции (30.03.1971)
- Медаль «За доблестный труд в Великой Отечественной войне 1941—1945 гг.»
- Медаль «Ветеран труда»
- Знак «Шахтёрская слава» I, II и III степени

### Звания
- Почётный шахтёр СССР (1968)